# بهمنگان

بَهمَنگان (بهمنجه-بهمنجنه-بهمنجان) یکی از جشن‌های ایرانی است که در بهمن‌روز از بهمن ماه، برابر با روز ۲۶ دی هجری خورشیدی، یا دوم بهمن برگزار می‌شود.
جشن بهمنگان گرامیداشت خرد و اندیشه‌ی نیک است. بهمن از واژه اوستایی وهومن به معنی اندیشه نیک گرفته شده و یکی از امشاسپندان نزدیک به درگاه اهورامزدا است. نماد آن شیر یا تخم مرغ است که در سفره‌های آیینی زرتشتیان قرار می‌گیرد. اشوزرتشت برای دریافت پیام‌های اهورایی از وهومن یاری می‌گرفت. بهمن امشاسپند پاسبان چهارپایان سودمند است و به همین دلیل زرتشتیان در این جشن از کشتار حیوانات سودمند و خوردن گوشت آنها خودداری می‌کنند. در حال حاضر، زرتشتیان این جشن را با نیایش و شادی برگزار کرده و آرزوی پدیدار شدن اندیشه نیک را دارند.

## ریشه‌شناسی بهمنگان
واژه "بهمن" ریشه در زبان اوستایی دارد و به شکل "وهومنه" (Vohumana) آمده است. این واژه ترکیبی از دو بخش "وهو" به معنای نیک، خوب و "منه" به معنای منش، اندیشه است. بنابراین، به معنای "اندیشه نیک" یا "منش نیک" است.
در متون اوستایی، بهمن یکی از شش  امشاسپندان است که نماد خرد، راستی و اندیشه نیک است. در زبان پهلوی، این واژه به شکل "وهومن" آمده و همچنان به عنوان نمادی از دانایی و برتری به کار می‌رفته است. در گذر زمان و با تحولات زبانی، این واژه به شکل "بهمن" در آمده و در زبان فارسی امروزین به عنوان نام یک ماه، یک روز و همچنین یک نام شخصی رایج است.
در گاه‌شماری ایرانی، یازدهمین ماه سال خورشیدی و دومین روز هر ماه بهمن نام دارد. این نام‌گذاری به دلیل ارزشمندی بهمن در اساطیر و آیین‌های ایرانی است. در اساطیر ایرانی، بهمن نماد خرد، دانش و نیک‌اندیشی است. جشن بهمنگان که در دومین روز هر ماه برگزار می‌شود، به یاد بهمن امشاسپند و برای گرامیداشت ارزش‌های اخلاقی برگزار می‌شود.
بهمن به عنوان یک نام مردانه محبوب در ایران استفاده می‌شود و نشان‌دهنده آرزوی نیک‌بختی و دانایی برای فرد است. بهمن در فرهنگ ایرانی با نمادهایی چون شیر ، رنگ سفید و گاو پیوند دارد.

## دربارهٔ وهومن

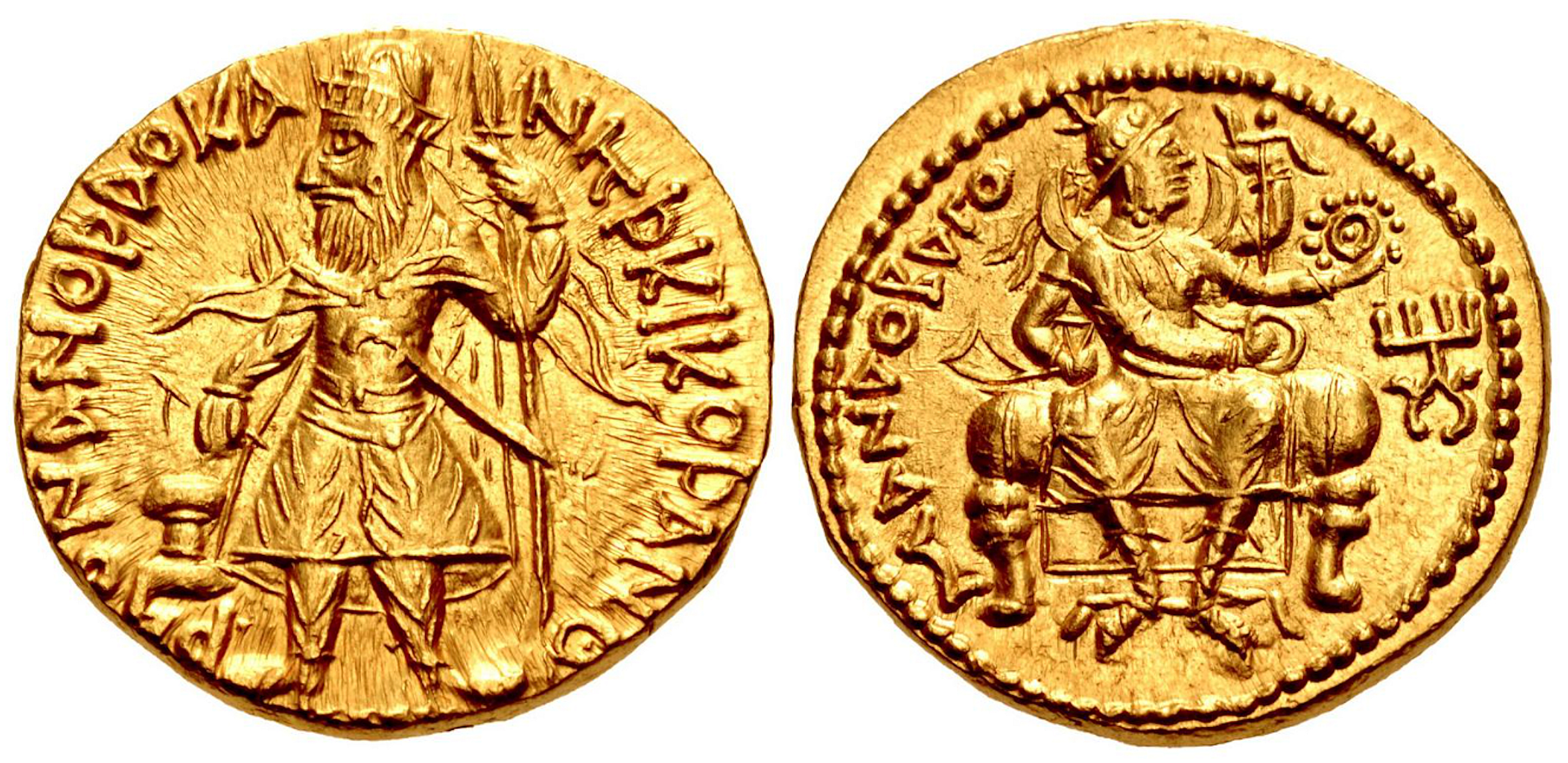
نمای از ایزد وهومن بر روی سکه زر دوران کوشانی.

وهومن یکی از امشاسپندان نزدیک به درگاه اهورامزدا می‌باشد. زرتشت برای دریافت پیام‌های اهورایی از وهومن یاری می‌گیرد.
در گاتها آمده‌است که اشوزرتشت به یاری مهین فرشته «بهمن» به پیامبری برگزیده شد. وهومن در جهان مینوی نماد منش نیک اهورامزدا است؛ و با خواست او، به اشوزرتشت روی می‌آورد و او را با گفتار و خواست اهورایی پیوند می‌دهد. در اوستا، بهشت خانه وهومن خوانده شده‌است و نیکوکاران در سرای وهومن (بهشت) به پاداش ایزدی می‌رسند. در نوشته‌های پهلوی چون دینکرد و بندهش، وهومن نخستین آفریده‌است.
رستم شهزادی در کتاب «جهان‌بینی زرتشتی» می‌نویسد: «بنا به فرهنگ ایران باستان و آموزش‌های زرتشتی، منظور از یگانگی هستی، این است که در جهان هستی، حقیقت یکی است و سرچشمهٔ وجود همان حقیقت یکتاست که اهورا یا «بود» نامیده شده‌است و همهٔ موجودات نمودهایی از آن «بود» اصلی هستند و بازگشت همهٔ نمودها به «بود» اصلی است.»

## بهمنگان در نوشته‌های کهن
اسدی طوسی در سدهٔ پنجم، در کتاب «لغت فرس» در بارهٔ جشن بهمنگان، که آن را «بَهمَنجَنه» نامیده، می‌نویسد:
«جشنی است که دوم روز از بهمن ماه کنند و طعام‌ها سازند و بهمن سرخ و زرد بر سر کاسه‌ها نهند و ماهی و تره و ماست آرند.»
ابوریحان بیرونی در «آثار الباقیه عن القرون الخالیه» در مورد جشن بهمنجه چنین می‌نویسد:
«روز دوم آن روز بهمن عید است که برای توافق دو نام آن را بهمنجه نامیده‌اند؛ بهمن نام فرشتهٔ موکل بر بهایم است که بشر به آنها برای عمارت زمین و رفع حوایج نیازمند است و مردم فارس در دیگ‌هایی از جمیع دانه‌های مأکول با گوشت غذایی می‌پزند و آن را با شیر خالص می‌خورند و می‌گویند که حافظه را این غذا زیاد می‌کند و این روز را در چیدن گیاهان و کنار رودخانه‌ها و جوی‌ها و روغن گرفتن و تهیه بخور و سوزاندنی‌ها خاصیتی مخصوص است و بر این گمانند که جاماسب وزیر گشتاسب این کارها را در این روز انجام می‌داد و سود این اشیاء در این روز بیشتر از دیگر روزها است.»
نام این جشن را در سروده‌های کهن زبان فارسی نیز می‌توان یافت.
فرخی سیستانی:
| فرخش باد و خداوندش فرخنده کناد |  | عید فرخنده و بهمنجنه و بهمن ماه |

منوچهری دامغانی:
| اورمزد و بهمن و بهمنجنه فرخ بود |  | فرخت باد اورمزد و بهمن و بهمنجنه |

و نیز:
| رسم بهمن گیر و از سر تازه کن بهمنجنه |  | ای درخت ملک بارت عز و بیداری تنه |

عمعق بخاری:
| رسومِ بهمن و بهمنجنه است و روزِ سده |  | الا، به بهمن پیش آر قبلهٔ بهمن |

## خوراک های بهمنگان
ایرانیان در جشن بهمنگان از خوردن گوشت پرهیز می‌کردند و خوردن فرآورده‌های شیری جایگاه ویژه‌ای در این روز داشت. این سنت یکی از آیین‌های قدیمی ایرانی است که به آن روز نَبُر گفته می شود.

## پرنده و گل ویژه بهمنگان

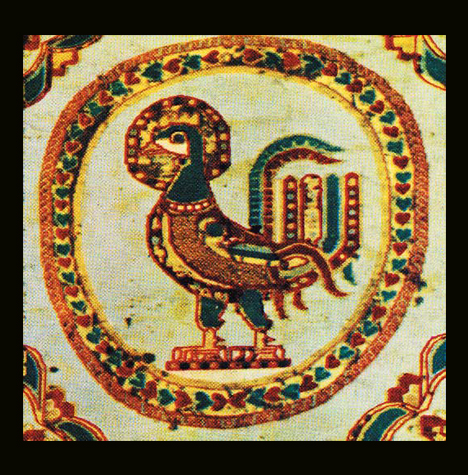
نمای از خروس بر روی پارچه دوران شاهنشاهی ساسانی.

خروس پرندهٔ ویژهٔ بهمن؛ رنگ سپید، رنگ ویژه و گل یاسمن سپید هم گل ویژهٔ امشاسپند بهمن است.